# Joakim Malmström
Per Joakim Malmström, född 18 april 1978 i Köpings församling, Västmanlands län, är en svensk ämbetsman. Sedan den 15 mars 2024 är han generaldirektör för Skolverket.

## Biografi
Malmström disputerade i historia 2006. Därefter har han arbetat som universitetsdirektör och förvaltningschef vid Stockholms universitet 2013–2017, som överintendent och chef för Naturhistoriska riksmuseet 2017–2021, och som riksantikvarie 2021–2024.
Malmströms doktorsavhandling heter Herrskapen och den lokala politiken: Eds socken ca 1650-1900 och lades fram vid Uppsala universitet. Den berör lantadelns föränderliga sammansättning och politiska agerande i södra Uppland.
Malmström utsågs i januari 2024 som ny generaldirektör för Skolverket efter Peter Fredriksson, och tillträdde denna befattning den 15 mars 2024.